# Sika Deutschland
Die Sika Deutschland CH AG & Co KG mit Sitz in Stuttgart ist eine Tochtergesellschaft der schweizerischen Sika AG. Sika Deutschland ist Produzent von industriellen Kleb- und Dichtstoffen sowie von bauchemischen Produkten. Im Geschäftsjahr 2022 erwirtschaftete das Unternehmen einen Umsatz in Höhe von 1,13 Milliarden Euro.

## Geschichte

### Gründung und Anfänge
1879 erfolgte die Gründung der Firma Lechler Chemie in Stuttgart durch Paul Lechler. 1910 gründete der Thüringer Maurer Kaspar Winkler die nach ihm benannte Firma Kaspar Winkler & Co. Im selben Jahr stellte Winkler mit dem Sika-1 ein Abdichtungsmittel für Mörtel her, das nach dem Ende des Ersten Weltkriegs von der Schweizerischen Bundesbahnen AG (SBB) verwendet wurde, um den Gotthardtunnel gegen das Eindringen von Wasser abzudichten. In den folgenden Jahren dichtete die SBB mit dem Abdichtungsmittel von Sika 67 weitere Tunnel ab. In Folge nannte Winkler das Unternehmen von Winkler & Consorten in Sika um. Der Unternehmensname rührt von den Inhaltsstoffen des Abdichtungsmittels her, einer Mischung aus Silizium mit Kalium und Kalzium. 1921 meldete Winkler Sika als Patent in Österreich an, kurz darauf wurde mit dem Arlbergtunnel der zweite lange Eisenbahntunnel mit Sika isoliert. Zudem wurden Niederlassungen in Deutschland, Italien und Frankreich gegründet.

### Übernahmen und Neuausrichtung
1982 übernahm Sika die Firma Lechler Chemie. Seit dem Jahr 2000 konzentriert sich das Unternehmen überwiegend auf die Bereiche Dichten, Kleben, Dämpfen, Verstärken und Schützen von Tragstrukturen. Das Betonzusatzmittel Sika Viscocrete wurde 2000 eingeführt. Die Gründung der Sika Deutschland GmbH erfolgte im Jahr 2002. Im selben Jahr wurden das Mutterunternehmen der Sika Deutschland, die Sika Holding GmbH, sowie die Sika Korrosionsschutz GmbH gegründet.
Im Jahr 2006 wurde Sika Deutschland mit der Firma Sika Addiment verschmolzen. Ebenfalls 2006 wurden der Dachabdichtungshersteller Sarnafil, das deutsche Dichtstoffunternehmen Proxan sowie der Korrosionsschutz-Hersteller Permatex übernommen. Im selben Jahr wurde die Part GmbH in Bad Urach Vertriebspartner von Sika im Bereich Kleb- und Dichtstoffe. Die im bayrischen Illertissen ansässige und im Bereich Bauabdichtungen tätige Firma Tricosal wurde 2008 von Sika aufgekauft, zudem wurde deren Gips-Sparte im schweizerischen Hauptwil übernommen.
Ende des Jahres 2013 kaufte Sika die Firma Schönox in Rosendahl und investierte an dem Standort 6,5 Millionen Euro in ein neues Technologiezentrum. Die Übernahme des Harzherstellers Axson Technologies erfolgte 2015, zwei Jahre später wurde der deutsche Automobilzulieferer Faist Chemtec aufgekauft. Ebenfalls 2017 wurde Sika Deutschland mit der Firma Schönox verschmolzen. 2019 wurde die Sika Holding GmbH in Stuttgart, die eine Produktionsstätte sowie das Forschungszentrum des Unternehmens umfasst, in Sika Holding CH AG &. Co. KG umbenannt. Im selben Jahr wurde die Part GmbH aufgelöst und in die Sika Deutschland eingegliedert. Im Jahr 2025 wurde die Sika Deutschland GmbH in die Sika Holding CH AG & Co KG verschmolzen und in Sika Deutschland CH AG & Co KG umfirmiert.

### Jüngere Entwicklungen
2022 verkaufte Sika sein europäisches Industrielackgeschäft an den US-amerikanischen Farben- und Lackkonzern Sherwin-Williams. Der Kauf der ehemaligen Bauchemie-Sparte von BASF, der MBCC-Gruppe in Mannheim mit den Marken THP Bausysteme, PCI, Thomsit, Master Builders Solutions, Thermotek, Wolman, Colorbiotics und Watson Bowman Acme im Jahr 2023, stellte den größten Unternehmenszukauf von Sika in der Geschichte der Firma dar.

## Unternehmensstruktur
Die Sika Deutschland GmbH fungiert als Tochtergesellschaft der schweizerischen Sika AG. Im Geschäftsjahr 2022 erwirtschaftete Sika Deutschland einen Umsatz in Höhe von 1,13 Milliarden Euro und beschäftigte 2.100 Mitarbeiter.
Sika Deutschland ist an vier Standorten in Stuttgart, Bad Urach, Rosendahl und Leimen vertreten.

## Produkte
Sika Deutschland ist ein in den Bereichen Bautenschutz, Bauinstandsetzung und Abdichtungen tätiges Unternehmen und stellt Produkte für die Baubranche sowie die Industrie her. Die Firma produziert elastische und strukturelle Dicht- und Klebstoffe, Produkte auf Harz-Basis sowie Materialien für die Abdichtung von Flachdächern. Das Unternehmen ist in der Fertigung von Zusatzmitteln für Beton, Zement und Mörtel tätig und fertigt Abdichtungssysteme, Fußbodentechnik und Produkte für die Boden- und Wandbeschichtung.

## Nachhaltigkeit
Im Zuge der Nachhaltigkeitsstrategie Net Zero 2050 plant Sika, bis zum Jahr 2050 klimaneutral zu werden, und im Rahmen dessen die CO2-Emissionen bis 2032 um 25 % und bis 2050 um bis zu 90 % zu verringern (im Vergleich zu 2022).
Am Standort in Stuttgart unterhält Sika Deutschland ein Technologiezentrum, in dem Forschungsprogramme zur Reduktion von CO2, Energie, Abfall und Wasserverbrauch entwickelt werden. Sika Deutschland verwendet für die Produktion seiner Kleb- und Dichtstoffe Behälter aus CO2-reduziertem Weißblech der Firma ThyssenKrupp Rasselstein, sog. Hobbocks. Die Verwendung des CO2-reduzierten Herstellungsverfahrens führe zu einer Einsparung von 1,53 Tonnen CO2-Äquivalente (eq) pro Tonne Material in Deutschland, Österreich und in den USA, was einer Reduktion von 62 % im Vergleich zur Produktion mit herkömmlichem Stahl entspreche.
Sika entwickelte ein Wiederverwertungsverfahren, bei dem Altbeton in die Bestandteile Kies, Sand und Zementsteinpulver zerlegt wird und rund 15 kg CO2 pro Tonne zerkleinertem Beton-Abbruchmaterial gebunden werden kann. Dieses Verfahren unter dem Namen „Reco2ver“ soll zur Verkleinerung des ökologischen Fußabdrucks der Bauindustrie beitragen.
Seit 2010 ist Sika Deutschland Mitglied der Deutschen Gesellschaft für Nachhaltiges Bauen (DGNB e. V.). Im Herbst 2023 stellte Sika die Nachhaltigkeits- und Wachstumsstrategie Sika 2028 vor, die sich zum Ziel setzt, ein durchschnittliches, nachhaltiges Umsatzwachstum von sechs bis neun Prozent in Landeswährungen zu generieren.